# Avarua
Avarua  je istodobno administrativno središte i distrikt od 2 582 stanovnika novozelandskog Cookovog Otočja. Distrikt Avarua ukupno po popisu stanovništva iz 2006. ima 5 445 stanovnika. Nalazi se na otoku Rarotongi.

## Geografska obilježja
Avarua leži na sredini sjeverne obale otoka Rarotonga u otočju južnih Cookovih otoka na jugozapadu Tihoga oceana, udaljena 3 400 km sjeverno od Novog Zelanda.
Naselje se rasprostire na relativno ravnom dijelu obale, iznad kojeg se uzdiže planinska unutrašnjost. Obala je stjenovita i nepristupačna, ali na istočnoj obali ima nekoliko pješčanih plaža. U samom središtu grada leži olupina trgovačkog teretnjaka - Maitai, koji se nasukao na podmorski greben u prosincu 1916.
Avarua ima tropsku klimu s prosječnim temperaturama između 22° - 32° C.

## Gospodarstvo i promet
Stanovnici grada bave se turizmom ribarstvom i trgovinom. 
Avarua ima dvije luke, jednu u središtu grada za manje brodove i drugu (Avatiu) zapadno od središta, za prihvat većih teretnih brodova. Cesta Ara Tapu, kružno vodi oko cijelog otoka, kroz svih 5 distrikta Rarotonge. Do grada vodi i cesta Ara Metua koja ide prema unutrašnjosti, koja je starija i za koju legenda kaže da je izgrađena u vrijeme lokalnih polinezijskih poglavara.
Avarua ima Međunarodnu zračnu luku Rarotonga (IATA: RAR, ICAO: NCRG), koji se nalazi 3 km sjeverno od središta.

## Zanimljivosti
Središtem grada dominira Nacionalni kulturni centar Geoffrey Henry, u kojem se nalaze vladini uredi, nacionalni muzej i knjižnica s velikom dvoranom za skupove. U muzeju dominira etnološka zbirka s rukotvorinama Cookovog Otočja i prvi tiskarski stroj koji je dospio na otok 1830. godine. U Avarui djeluje odsjek Južnopacifičkog sveučilišta na kojem je moguće redovno studirati, ali i polaziti kraća stručna usavršavanja. 

## Vanjske poveznice
- Avarua na portalu Encyclopædia Britannica